# Opinogóra Dolna
Opinogóra Dolna es un pueblo de Polonia, en Mazovia.  Se encuentra en el distrito (Gmina) de Opinogóra Górna, perteneciente al condado (Powiat) de Ciechanów. Se encuentra aproximadamente a 2 km al norte de Opinogóra Górna, 8 km al noreste de Ciechanów, y a 80 km  al norte de Varsovia. 
Entre 1975 y 1998 perteneció al voivodato de Ciechanów.